# Конкой-Теге, Миклош
Миклош Конкой-Теге (венг. Konkoly-Thege Miklós; 20 января 1842, Пешт — 17 февраля 1916, Будапешт) — венгерский астроном и геофизик.

## Биография
Он происходил из знатной семьи помещиков. Он изучал физику и астрономию в университетах Будапешта и Берлина. В 1863 году, после завершения учебы, он отправился в европейское турне, чтобы посетить наиболее известные тогда европейские обсерватории в Гринвиче, Париже, Гейдельберге и Геттингене.
В 1870 году он снова путешествовал по Европе, чтобы посетить не только обсерватории, но и самых важных производителей астрономических инструментов того времени в Германии и Великобритании, таких как Зигмунд Мерц в Мюнхене и «T. Cooke & Sons» в Йорке.
В 1871 году он установил небольшой телескоп на балконе своего замка в Агьялле для проведения астрономических наблюдений. Вскоре он воплотил дальнейшие планы, такие как основание школы астрономии в Венгрии, стране, где в то время не было ни одной обсерватории.
В 1874 году в парке его замка была построена обсерватория с двумя куполами. Это позволило ему и его сотрудникам проводить исследования на современной технике того времени. Они опубликовали свои наблюдения и результаты исследований в журнале «Наблюдения, проведённые в астрофизической обсерватории в Агьяле», что позволило им обмениваться идеями с рядом других исследовательских институтов в других странах.
В последующие годы он опубликовал несколько специализированных книг, но также должен был признать, что в конечном итоге он не может финансировать и поддерживать институт из собственных ресурсов. После долгих лет переговоров он наконец передал свою обсерваторию венгерскому государству 16 мая 1899 года. Институт продолжал развиваться благодаря инвестициям Министерства культуры Венгрии, а Миклош Конкой-Теге оставался его директором до своей смерти в 1916 году.
Первоначальное место обсерватории находится сегодня в Гурбаново, Словакия. Обсерватория Академии наук Венгрии в настоящее время называется Обсерваторией Конколи и расположена в Будапеште (округ XII).
В 1896—1905 годах был депутатом Национального собрания от Либеральной (Свободомыслящей) партии.
Астероид (1445) Конкой назван в его честь.

## Публикации
- Praktische Anleitung zur Anstellung astronomischer Beobachtungen mit besonderer Rücksicht auf die Astrophysik, nebst einer modernen Instrumentenkunde. Braunschweig, 1883
- Praktische Anleitung zur Himmelsphotographie nebst einer kurzgefassten Anleitung zur modernen photographischen Operation und der Spectralphotographie im Cabinet. Halle, 1887
- Handbuch für Spectroscopiker im Cabinet und am Fernrohr. Halle, 1890
- Beschreibung der vom Anfang des Jahres 1908 bis zum Schluss des Jahres 1911 auf dem astrophysikalischen Observatorium neu angekauften und häuslich hergestellten Instrumente und Apparate. Budapest, 1912